# Aconitum longipetiolatum
Aconitum longipetiolatum är en ranunkelväxtart som beskrevs av Lucien André Andrew Lauener. Aconitum longipetiolatum ingår i släktet stormhattar, och familjen ranunkelväxter. Inga underarter finns listade i Catalogue of Life.